# فلاديمير فرولوف
فلاديمير فرولوف (بالروسية: Владимир Александрович Фролов)‏ هو لاعب كرة قدم روسي في مركز الوسط، ولد في 31 أكتوبر 1982. لعب مع نادي دينامو الداغستاني.